# Koirasaaret (ö i Södra Savolax, Nyslott)
Koirasaaret är en ö i Finland. Den ligger i sjön Kermajärvi och i kommunen Heinävesi i den ekonomiska regionen  Nyslotts ekonomiska region  och landskapet Södra Savolax, i den sydöstra delen av landet, 300 km nordost om huvudstaden Helsingfors. Öns area är 0,1 hektar och dess största längd är 90 meter i öst-västlig riktning.  Notera att namnet antyder att det är fråga om flera öar.